# Indianapolis Tennis Championships 1994
LIndianapolis Tennis Championships 1994 è stato un torneo di tennis giocato sul cemento. È stata la 7ª edizione del torneo conosciuto quest'anno come RCA Championships, che fa parte della categoria Championship Series nell'ambito dell'ATP Tour 1994. Si è giocato all'Indianapolis Tennis Center di Indianapolis negli Stati Uniti, dal 15 al 21 luglio 1994.

## Campioni

### Singolare
Wayne Ferreira ha battuto in finale  Olivier Delaître con il punteggio di 6–2, 6–1

### Doppio
Todd Woodbridge /  Mark Woodforde hanno battuto in finale  Jim Grabb /  Richey Reneberg con il punteggio di 6–4, 6–2